# Hakea propinqua
Hakea propinqua är en tvåhjärtbladig växtart som beskrevs av Allan Cunningham. Hakea propinqua ingår i släktet Hakea och familjen Proteaceae. Inga underarter finns listade i Catalogue of Life.